# 이폴리트 벨랑제
조제프 루이 이폴리트 벨랑제(프랑스어: Joseph Louis Hippolyte Bellangé, 1800년 1월 17일~1866년 4월 10일)는 프랑스의 전쟁 화가이자 판화가이다. 그의 예술은 나폴레옹 1세가 일으킨 전쟁의 영향을 받았고, 젊은 시절에는 석판화로 다양한 군사 그림을 그렸다. 이후 그는 화가 앙투안장 그로 밑에서 체계적으로 회화 연습을 이어갔고, 몇몇 초상화를 제외하고는 오로지 전쟁화에만 전념했다. 1824년 살롱에서 그는 역사화로 2등 메달을 받았고, 1834년에는 레지옹 도뇌르 슈발리에 훈장을 받았으며, 1861년에는 장교 훈장으로 승급되었다. 그는 또한 1855년 파리 만국박람회에서도 상을 받았다.
1837년에는 아내와 아들 외젠 벨랑제(1837~1895)와 함께 루앙으로 이주하여 1853년까지 루앙 미술관의 큐레이터로 활동하기도 했다.

## 작품

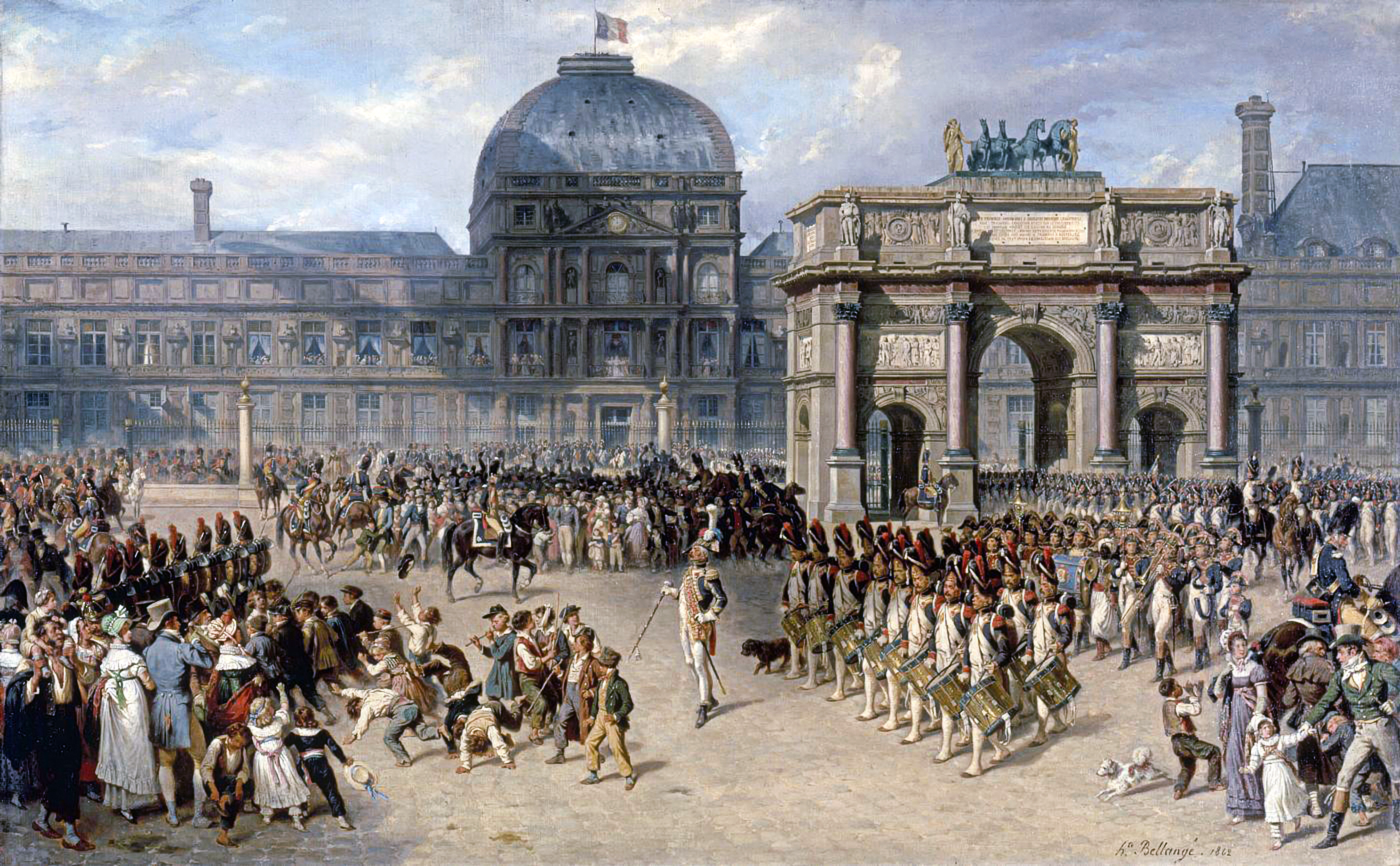
벨랑제와 아드리앵 도자가 함께 그린 《제정 시대 열병식》, 튀일리궁과 카루젤 개선문이 묘사되어 있다. 1862년, 루브르 박물관
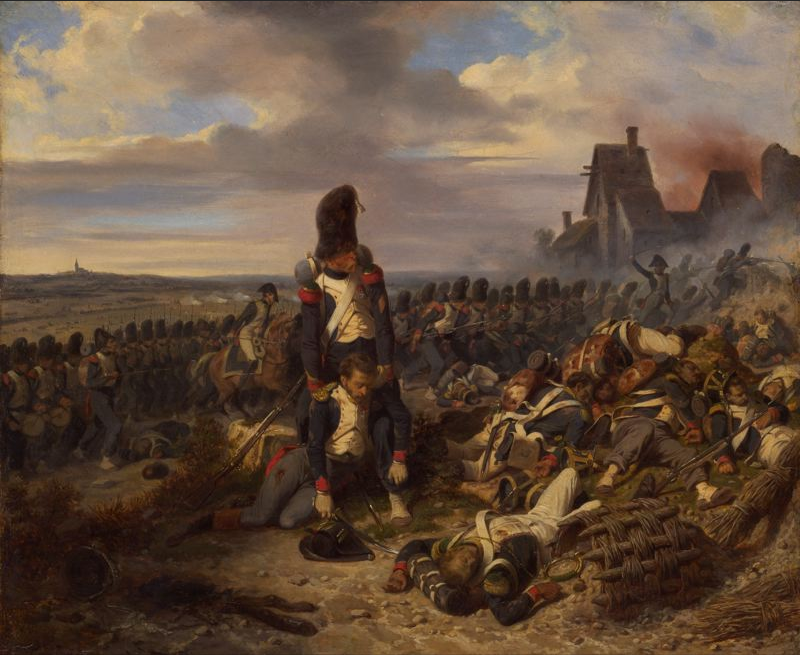
이폴리트 벨랑제가 그린 전투 장면, 1825년경 시카고 미술관 소장
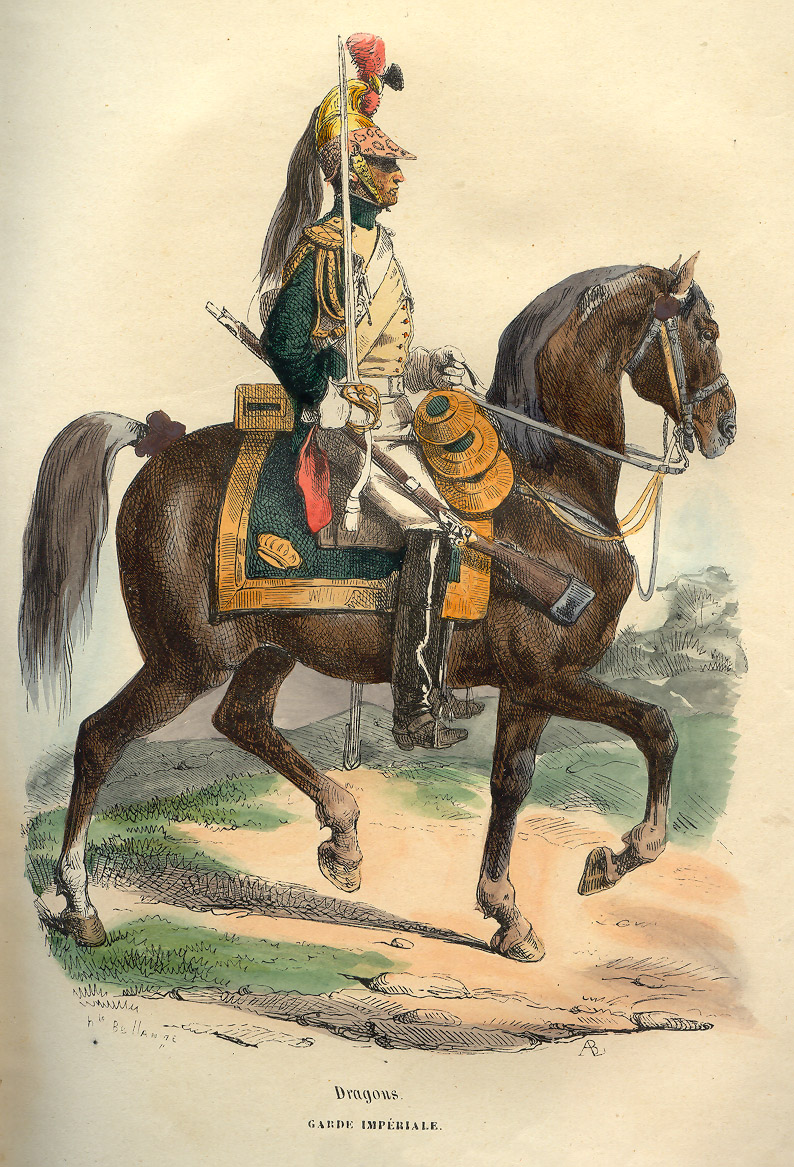
책 나폴레옹의 역사에 삽입된 제국친위대 용기병연대를 그린 삽화, 1843년
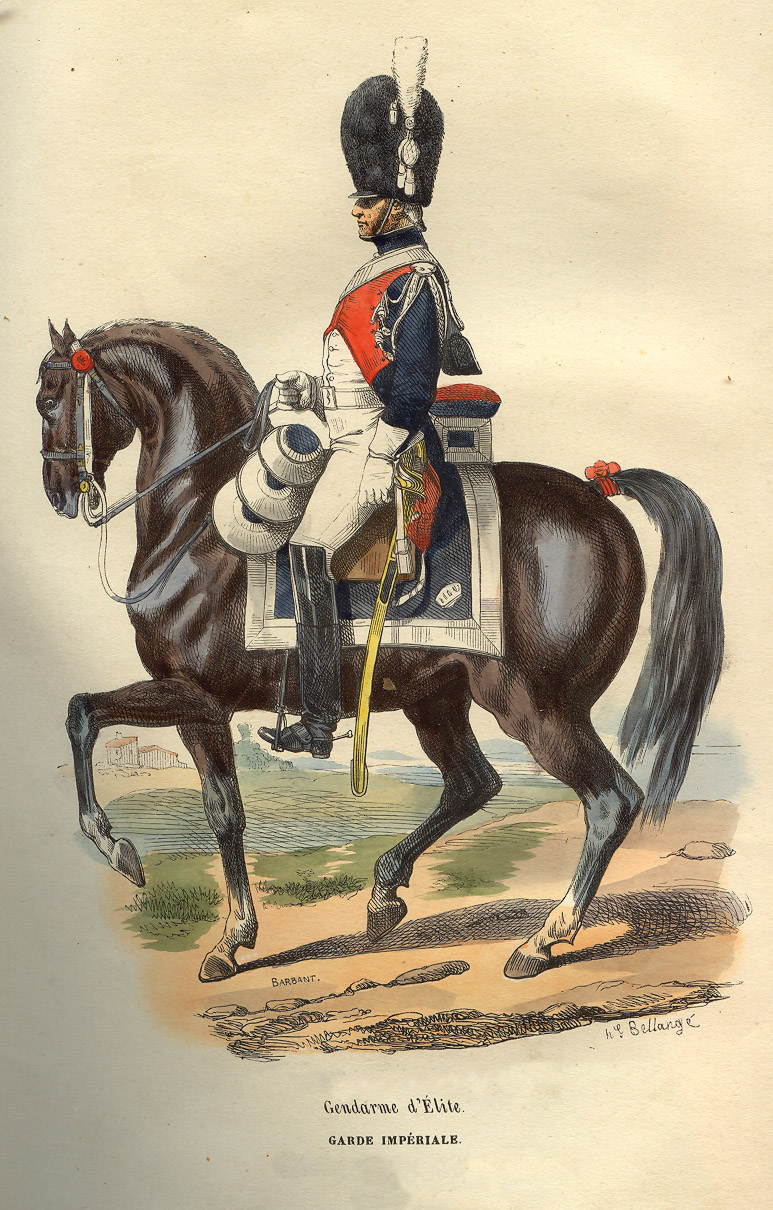
책 나폴레옹의 역사에 삽입된 황실 근위대 정예 헌병대를 그린 삽화, 1843년
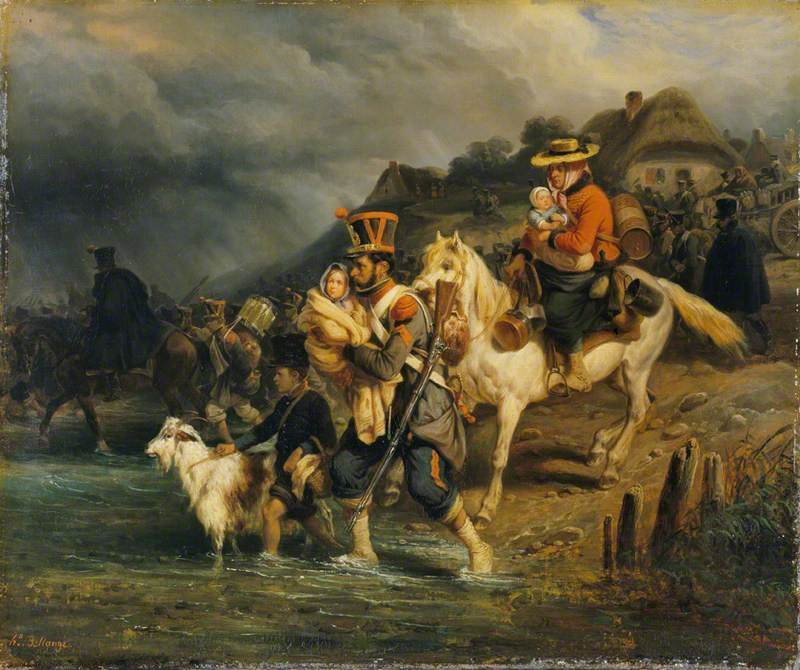
《여울을 건너며》, 1837년경, 월리스 컬렉션
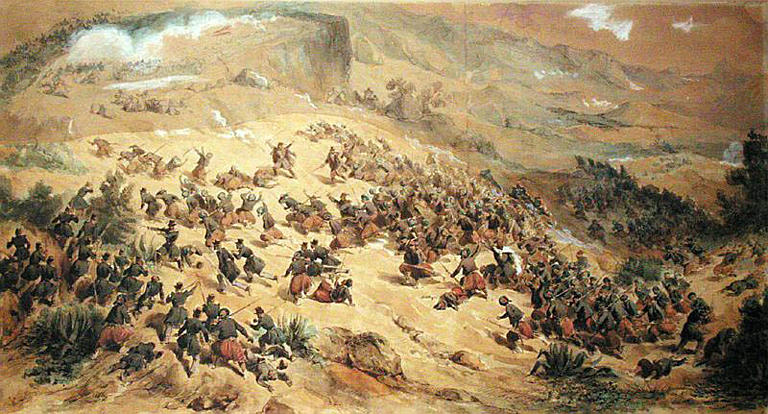
《1840년 5월 12일 무자야의 테니아 탈환》, 1841년, 콩데 미술관
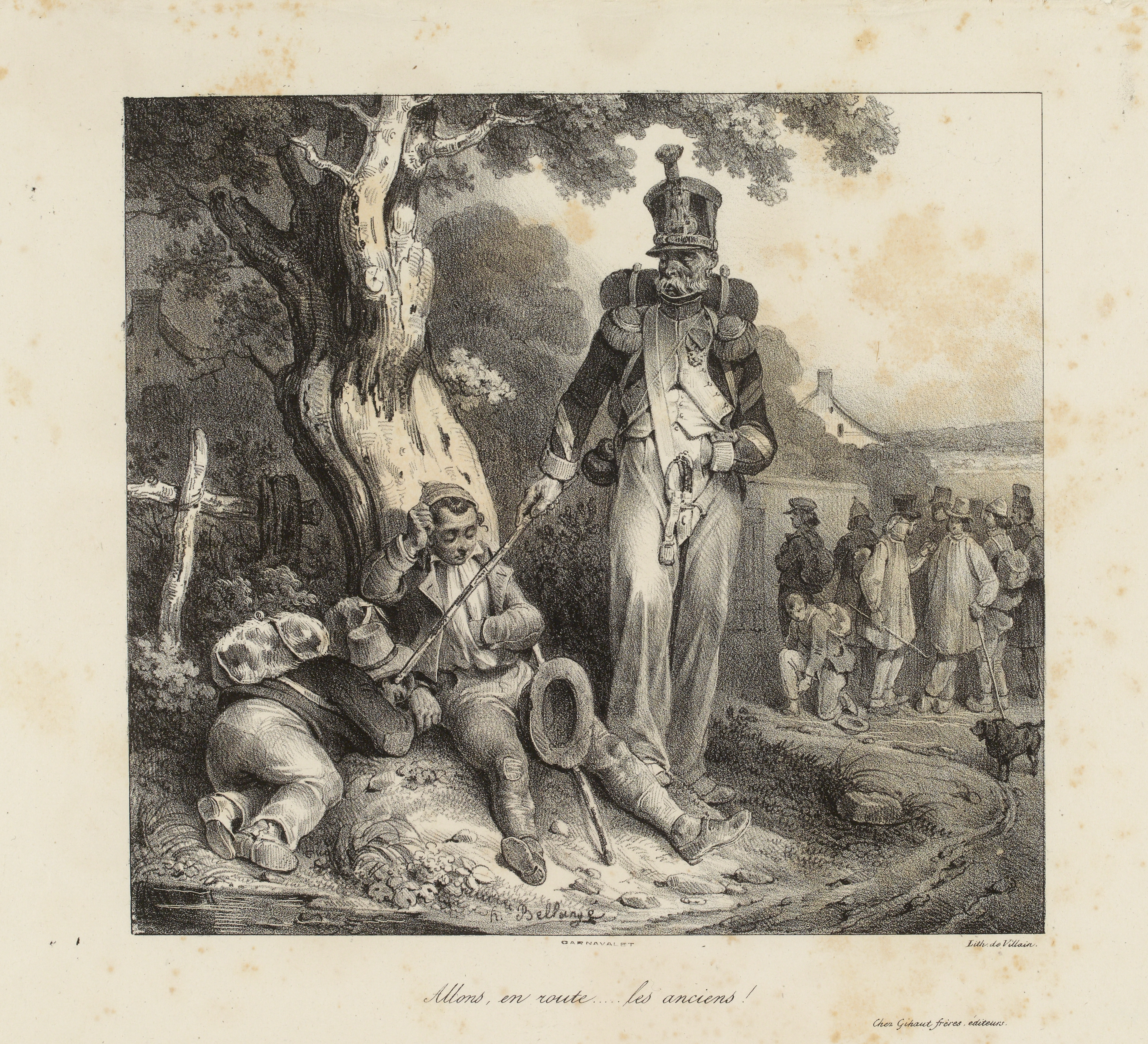
《어서 가자... 노인들이여!》, 석판화, 1827년, 카르나발레 박물관
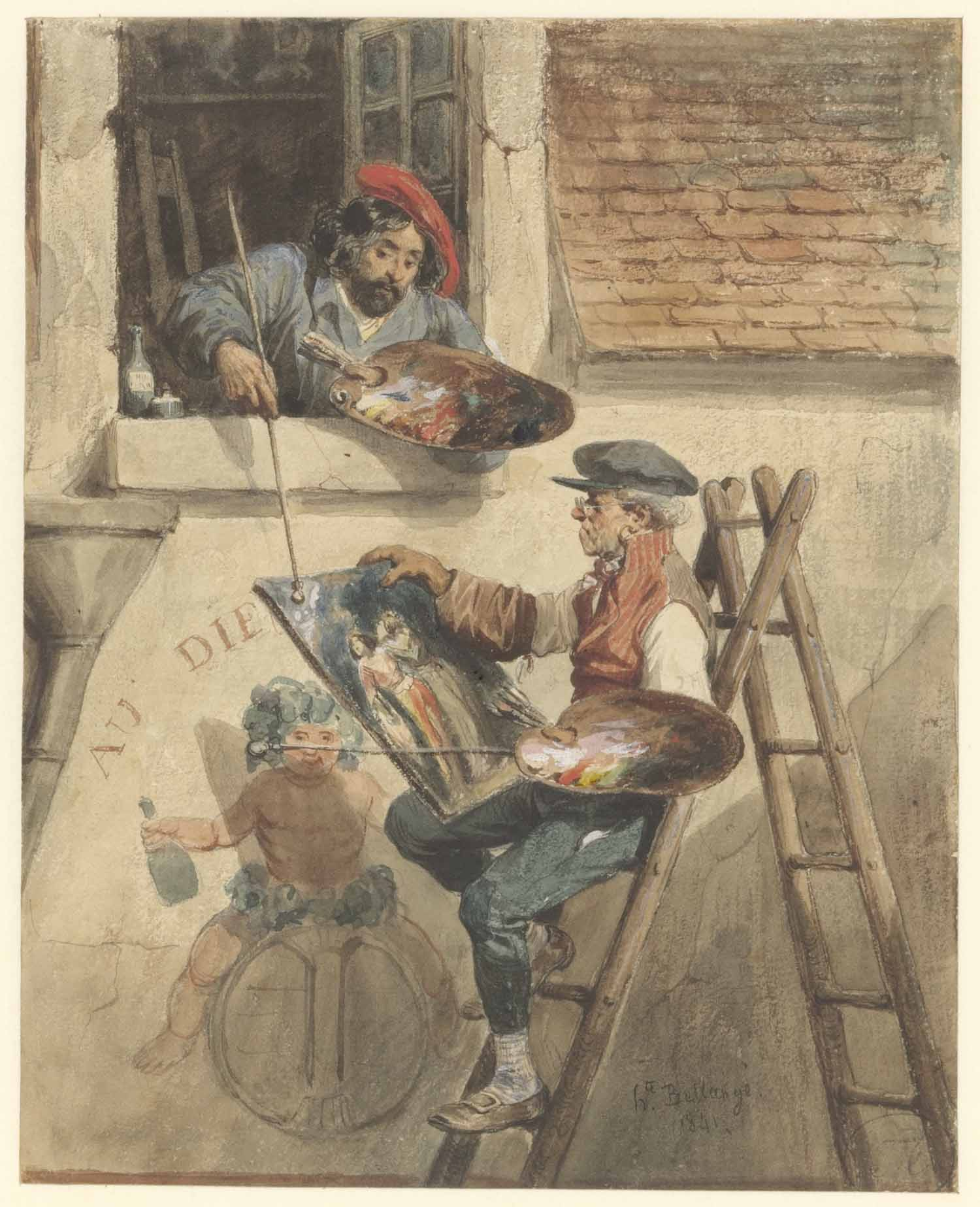
《두 예술가》, 1841년, 암스테르담 박물관